# Historischer Verein des Kantons Glarus
Der Historische Verein des Kantons Glarus ist ein Geschichtsverein, der sich mit der Geschichte des Kantons Glarus befasst. Er wurde 1863 in Glarus gegründet. Initiant und erster Präsident war der Rechtshistoriker Johann Jakob Blumer.
Zu den Zielen des Vereins zählen die Förderung „vaterländischer Geschichtskunde“, die Herausgabe eines Jahrbuches zur Erstellung einer vollständigen Sammlung aller noch vorhandenen, den Kanton betreffenden Urkunden, die Sammlung von „Alterthümern“ sowie die Organisation „populärer Vorträge über vaterländische Geschichte“.

## Gründung

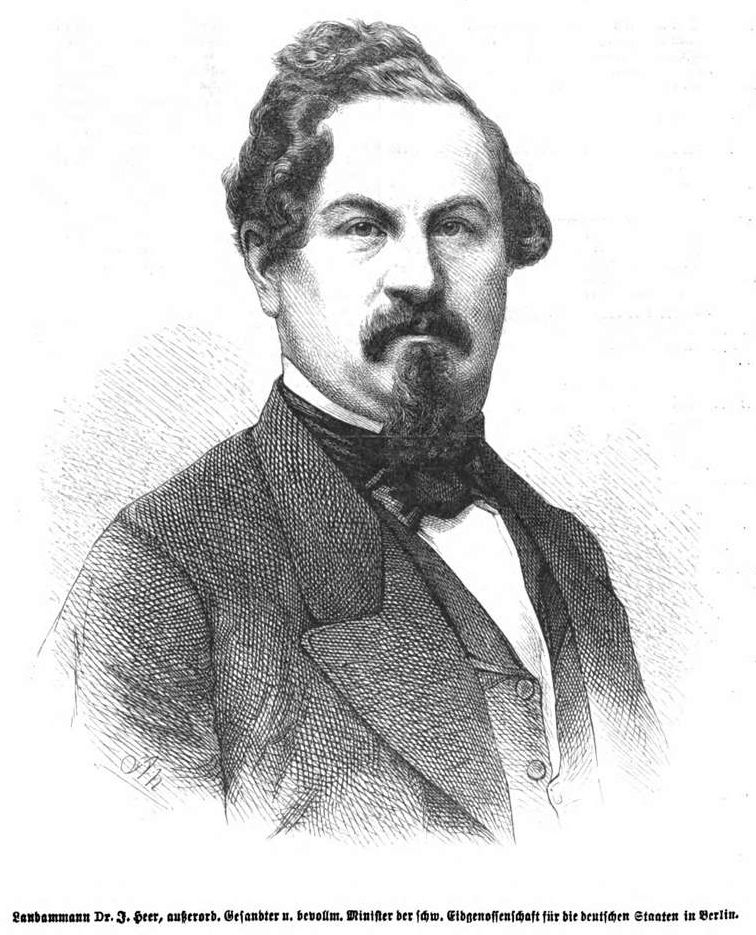
Joachim Heer, späterer Bundesrat

1863 lud die kantonale gemeinnützige Gesellschaft „alle Geschichtsfreunde des Kantons Glarus“ auf den 19. Oktober zur Gründung des Historischen Vereins des Kantons Glarus ein. 38 Bürger des Kantons leisteten dieser Einladung Folge und konstituierten den Verein. Johann Jakob Blumer wurde zum ersten Präsidenten gewählt, Josua Staub zum Aktuar, Chr. Tschudi zum Quästor und Joachim Heer sowie Johann Heinrich Heer zu Mitgliedern des Vorstands. Als Ursache für die Gründung bezeichnete Blumer den Brand von Glarus im Jahre 1861 an, bei dem diverse historische Dokumente vernichtet wurden.

## Wirken
Seit seiner Gründung publiziert der Historische Verein in seinem Jahrbuch Artikel zur Glarner Geschichte. Das Jahrbuch orientiert nicht nur über die Belange des Vereins, es enthält auch Berichte des Landesarchivs, der kantonalen Denkmalpflege, des Museums des Landes Glarus sowie der übrigen im Kanton bestehenden Museen und Geschichtsvereine. Jeweils im Winterhalbjahr findet eine Vortragsreihe statt. Mitglieder und andere Interessierte haben damit Gelegenheit, sich über den neuesten Stand der Forschung im Bereich der Glarner-, Schweizer- und Weltgeschichte zu informieren.
Der Verein initiiert, fördert oder unterstützt zudem Publikationen und Veranstaltungen mit Bezügen zum Glarnerland und seiner Vergangenheit: 2013 feierte der Verein sein 150-jähriges Jubiläum mit einer Standortbestimmung zur Glarner Geschichtsforschung (Jahrbuch des Historischen Vereins Nr. 93). 2014 veranstaltete er eine internationale Tagung zum Arbeiterschutz im 19. Jahrhundert sowie eine Vernissage für ein neu erschienenes Buch über den Glarner Homosexuellenpionier Heinrich Hössli. Dies, nachdem der Verein dreizehn Jahre zuvor zu einem Buch Pirmin Meiers mit demselben Thema „«aus Rücksicht auf die Mehrheit der Mitglieder» von einer Veranstaltung […] nichts wissen“ wollte.

## Sammlung

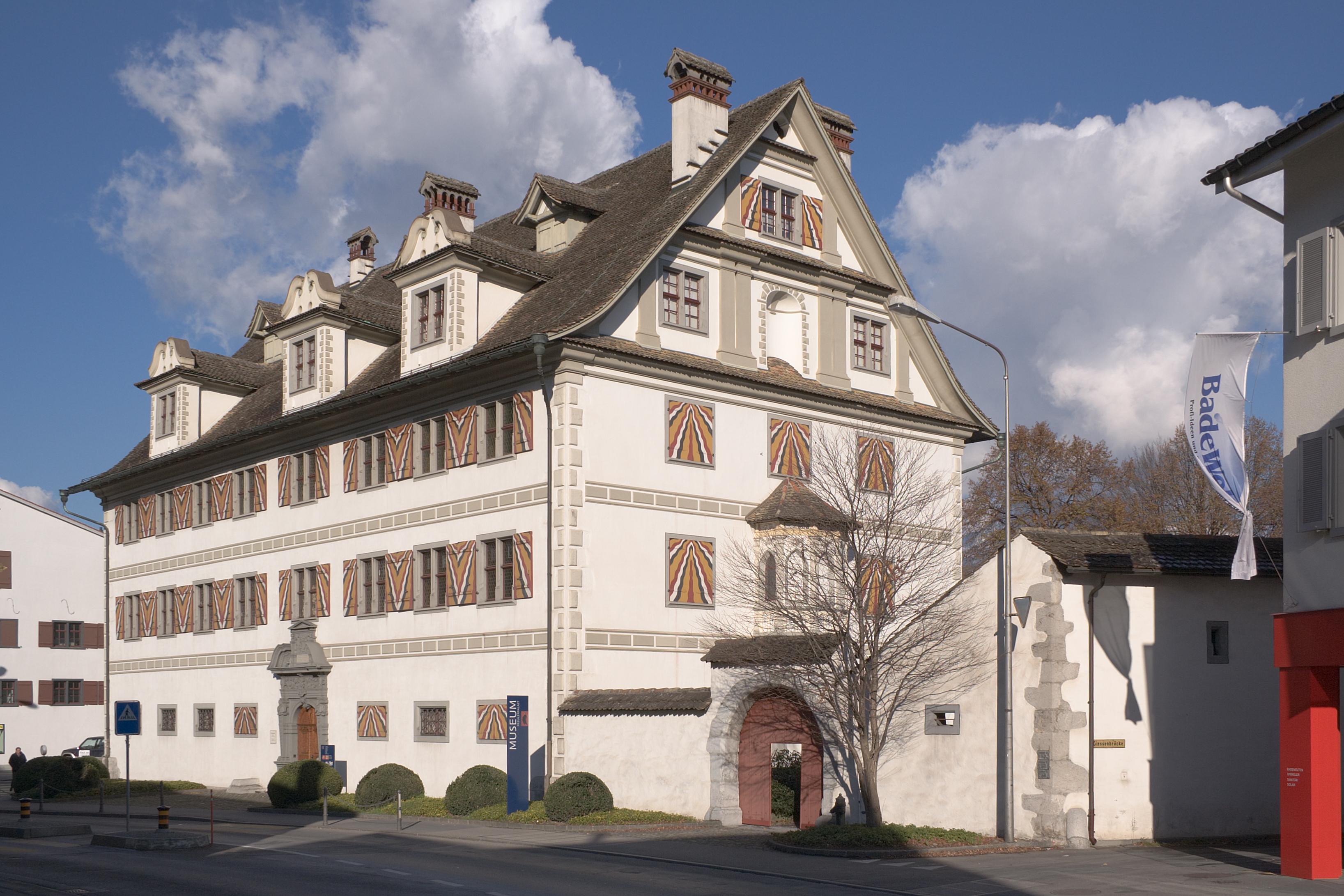
Der Freulerpalast, ehemaliges Ausstellungsgebäude des Vereins

Nach der Gründung begann der Verein eine Sammlung glarnerischer, historischer Dokumente anzulegen. Zudem sammelte er auch andere historisch bedeutsame Objekte wie Münzen, Medaillen, Waffen oder Kunstwerke. Von 1880 bis 1946 stellte er einen Teil seiner Sammlung im Freulerpalast aus. Danach wurde darin ein vollwertiges Historisches Museum eingerichtet. Die Leihgaben wurden – mit Ausnahme der Münz- und Medaillensammlung – dem Kanton übergeben.

## Bekannte Mitglieder
Zu den 38 Gründern gehörten unter anderem Joachim Heer und Fridolin Schuler.
2014 zählte der Verein 242 Mitglieder, wobei hierzu sowohl Einzelmitglieder (Privatpersonen), wie auch Kollektivmitglieder (Institutionen, Gemeinden, Kantone) gehören.

## Publikationen
Der Verein gibt seit 1865 ein Jahrbuch heraus. Er unterhält zudem einen Forschungsfonds, aus welchem er sowohl eigene, als auch historische Arbeiten Dritter mitfinanziert. Nachfolgende Publikationen hat der Verein herausgegeben oder finanziell unterstützt:
- Robert A. Elmer: Glarner in Amerika. Baeschlin, Glarus 2015, ISBN 978-3-85546-282-7.
- Conradin A. Burga: Oswald Heer (1809–1883), Paläobotaniker, Entomologe, Gründerpersönlichkeit. NZZ Libro, Zürich 2013, ISBN 978-3-03823-747-1.
- Hans-Rudolf Galliker: Wege zum neuen Glarnerland – die Glarner Gemeindestrukturreform aus historischer und juristischer Sicht. Hrsg.: Historischer Verein des Kantons Glarus. Küng, Näfels 2012, ISBN 978-3-85546-249-0.
- Historischer Verein des Kantons Glarus (Hrsg.): Glarus 1861. ISBN 978-3-85546-247-6.
- Rolf Kamm: Glarus zwischen Habsburg und Zürich – die Entstehung des Landes im Spätmittelalter. hier + jetzt, Verlag für Kultur und Geschichte, Baden 2010, ISBN 978-3-03919-150-5.